# Вакуленко Олександр Іванович
Олекса́ндр Іва́нович Вакуле́нко (нар. 9 вересня 1967 — 15 лютого 2015) — майор Збройних сил України, учасник російсько-української війни.

## Життєвий шлях
1984 року закінчив Придніпровську ЗОШ, вступив до Ташкентського вищого командного танкового училища, по закінченні навчання розпочав службу в селі Мирна Читинської області. 9 квітня 1992 року прибув до Нікопольської військової частини, служив до виходу в запас 2011-го. Працював у ВО «Оскар».
21 серпня 2014-го призваний із запасу, заступник командира з озброєння 40-го окремого мотопіхотного батальйону 17-ї окремої танкової бригади. Готував молодих бійців у Кривому Розі, по тому був направлений на оборону Дебальцевого.
15 лютого 2015-го загинув поблизу Дебальцевого — під час виїзду назустріч до бійців НГУ, котрі прибули на допомогу підрозділу. В умовленому місці майор Вакуленко та 3 розвідники наштовхнулися на терористів. Загін прийняв бій проти утричі чисельнішої ДРГ. Вакуленко прикривав відхід, терорист вистрелив в нього з підствольного гранатомета. Псевдо «Каратель» був поранений, потрапив у полон, двоє інших бійців відступили перед переважаючими силами противника.
22 лютого 2015-го Олександра провели в останню путь у Нікополі.
Без Олександра лишились дружина та син 1998 р.н.

## Нагороди та вшанування
- Указом Президента України № 436/2015 від 17 липня 2015 року — орденом Богдана Хмельницького III ступеня (посмертно)[1]
- 2016 року у Нікополі проведено футбольний турнір ветеранів пам'яті Олександра Вакуленка